# Barrage des Fades
Le barrage des Fades, également appelé barrage de Besserve, est un barrage hydroélectrique, dans le Massif central en France, mis en service en 1968. Retenant le lac des Fades-Besserve, il est le plus grand barrage de la vallée de la Sioule.

## Histoire
Son nom Les Fades (signifiant les folles ou « vieilles filles originales ») est inspiré d’une légende entourant deux bienfaitrices à l’origine de la construction d’un pont traversant la Sioule, la démesure de leur ambition apportant finalement la prospérité dans la région. Besserve fait en revanche référence au nom d’une commune du Puy-de-Dôme. 
En 2012 et 2013, des travaux de rénovation ont été réalisés sur les deux vannes évacuateur de crues du barrage pour garantir une meilleure étanchéité, un million d’euros avaient ainsi été investis la première année. 

## Géographie
Le barrage des Fades est un équipement rattaché au groupement d’exploitation hydraulique Loire Ardèche, de l’unité de production  Centre. Exploité par EDF dans le Puy de Dôme, il se situe plus précisément sur la D 62, entre Saint-Priest-des-Champs et Les Ancizes-Comps dans le pays des Combrailles.

## Caractéristiques techniques
- Hauteur du barrage : 68 mètres
- Longueur en crête : 235 mètres
- évacuateur de crues équipé de : 2 vannes secteur d'une capacité de 650 m3/s chacune soit 1 300 m3/s au total, 2 clapets de surface.

Il peut retenir jusqu’à 69 millions de mètres cubes d’eau qui alimentent la centrale hydroélectrique de Chambonnet équipée d'une turbine Francis à axe vertical d'une puissance de 28,9 MW.